# Aria stankovii
Aria stankovii (syn. Sorbus stankovii) — вид квіткових рослин родини трояндових (Rosaceae).

## Біоморфологічна характеристика
Це великий кущ або невелике дерево.

## Поширення
Зростає у Криму, Україна та в Туреччині й можливо на Кавказі. Зустрічається в рідколіссях у середземноморському кліматі в південних прибережних горах.
В Україні росте у гірському Криму.